# Série de marées-noires en Bretagne des années 1970

Chronologie et localisation des marées noires en Bretagne de 1975 à 1980

La série de marées-noires des années 1970 en Bretagne regroupe les déversements pétroliers accidentels survenus de 1976 à 1980 au large du Finistère. Cette série de pollutions marines, consécutives de naufrages de navires marchands, engendra des dégâts écologiques majeurs sur les écosystèmes marin et côtier de Bretagne, ainsi qu'une crise sociale et des difficultés économiques importantes dans les secteurs de la pêche et du tourisme,.
Durant cette décennie, l'opinion publique d'abord et le pouvoir politique ensuite se sont progressivement préoccupés des risques écologiques, sanitaires et économiques liés à ces catastrophes. Le développement des moyens préventifs et curatifs de lutte contre les pollutions par hydrocarbures initiés dès les années 1960 s'est ainsi accéléré lors de la décennie 1970.

## Liste des naufrages
Le naufrage du Torrey Canyon en 1967, ayant occasionné une marée-noire majeure, fait office de prémices à cette série mais n'y est pas relié dans cet article. Il peut être considéré comme la première marée-noire en Bretagne. La catastrophe a fait l'objet de nombreuses tentatives de lutte contre la pollution (utilisation de dispersants divers, bombardement de l'épave, ramassage manuel, enfouissement des déchets, etc.).
| Date du naufrage | Nom du navire   | Quantité et nature des produits pétroliers transportés | Quantité de produit déversé | Lieu du naufrage / Côtes touchées                        |
| ---------------- | --------------- | ------------------------------------------------------ | --------------------------- | -------------------------------------------------------- |
| 24 janvier 1976  | Olympic Bravery | 1 200 tonnes (fioul de propulsion)                     | 800 tonnes                  | Île d'Ouessant                                           |
| 15 octobre 1976  | Böhlen          | 9 800 tonnes (fioul lourd)                             | plus de 2 000 tonnes        | Large de l'Île de Sein / Finistère ouest                 |
| 16 mars 1978     | Amoco Cadiz     | 233 700 tonnes (fioul lourd)                           | 233 700 tonnes              | Portsall / Bretagne nord-ouest                           |
| 28 avril 1979    | Gino            | 32 000 à 41 000 tonnes (carbon black oil)              | 32 000 à 41 000 tonnes      | Ouest de Ouessant / Ouest de Ouessant                    |
| 15 novembre 1979 | Peter Sif       | 393 tonnes (gazole et fioul de propulsion)             | quelques tonnes             | Île d'Ouessant                                           |
| 7 mars 1980      | Tanio           | 26 900 tonnes                                          | Environ 19 000 tonnes       | Large du Nord-Finistère / Nord-Finistère & Côtes d'Armor |

## Mobilisation citoyenne et colère sociale
Dès 1976 et le naufrage du Böhlen, les critiques des plans de lutte contre les pollutions sont nombreuses de la part des citoyens, journalistes et organisations écologistes. Neuf ans après la marée noire majeure du Torrey Canyon, les mesures de luttes préventive et curative semblent en effet inefficaces.
Le pic des protestations est atteint après le naufrage de l'Amoco Cadiz, du fait de l'ampleur inégalée de la catastrophe (pollution marine la plus importante de tous les temps à l'époque) et de la répétition des naufrages qui provoquent chez les habitants un sentiment de gâchis et d'abandon des autorités. Les annonces du président Giscard d'Estaing en 1977 à Vannes, notamment celle d'une « surveillance aérienne accrue des eaux territoriales », sont perçues comme non-suivies de faits par les citoyens.
La marée noire de l'Amoco Cadiz engendre des mobilisations massives, notamment des manifestations portant les slogans « la Bretagne n'est pas une poubelle », « protéger la mer bleue pour éviter la marée noire et les colères rouges » et « mazoutés aujourd'hui, radioactifs demain », attestant la proximité des mobilisations avec les mouvements antinucléaires, écologistes, syndicalistes et anticapitalistes bretons, mais aussi les mouvements régionalistes critiquant le centralisme parisien. La mobilisation prend aussi la forme de pétitions, d'actions coup de poing, ou l'appel à boycott de l'entreprise Shell par l'Union fédérale des consommateurs,. Au lendemain de la marée noire, un mécanicien de 54 ans, né à Plouguerneau, se suicide en précipitant sa voiture dans l'eau polluée du port. Des milliers de bénévoles affluent pour participer au ramassage du pétrole et aux soins de la faune dans des centres spécialisés. La catastrophe survenant quelques jours avant le deuxième tour des élections législatives le 19 mars 1978, des informations provenant des pouvoirs publics minimisent la pollution (à 80 000 tonnes) et assurent par exemple que le pétrole de l'Amoco Cadiz pourrait être pompé. Mais les doutes subsistent et l'efficacité du plan POLMAR est remise en question par de nombreux commentateurs. En décembre 1978, les protestations sont toujours vives de la part des militants écologistes, et la mobilisation prend également la forme de dons afin de financer le procès contre la Standard Oil of Indiana à Chicago.

## Chronologie de la mise en place des moyens de lutte
Entre 1960 et 1973, le transport maritime mondial de pétrole a été multiplié par quatre.
Mars 1967 : naufrage du Torrey Canyon.
Juin 1967 : mise en place du premier dispositif de séparation du trafic (DST) dans le Pas de Calais. Ce rail ne devient cependant obligatoire qu'en 1971.
1968 : création du C.R.O.S.S. Atlantique à Etel.
1969 : Convention internationale sur l'intervention en haute mer en cas d'accident entraînant ou pouvant entraîner une pollution par les hydrocarbures à Bruxelles. Premier véritable système juridique international visant à encadrer les pollutions maritimes par hydrocarbures.
1971 : le respect du rail du Pas-de-Calais devient obligatoire, après une série de collisions meurtrières.
1971 : création du fonds international d’indemnisation pour les dommages dus à la pollution par les hydrocarbures (FIPOL).
1973 : les routes du rail d'Ouessant deviennent obligatoires mais, avant la mise en service de la tour radar du Stiff, aucune surveillance sérieuse ne permet de sanctionner les navires ne respectant pas les obligations. En 1978 encore, année du début des travaux de la tour radar du Stiff, environ 14% des navires étaient en infraction, sans être inquiétés.
En 1976 : la société Les Abeilles signe un contrat avec la Marine nationale pour la fourniture d'un service de remorquage de haute-mer destiné à la protection du littoral français.
Novembre 1977 : Le rail d'Ouessant est modifié, la largeur des rails est augmentée de 4 à 5 milles marins.
1978 : début de la construction de la tour radar du Stiff à Ouessant.
Juillet 1978 : la compagnie Les Abeilles affrète deux remorqueurs de haute mer sur les côtes atlantiques pour intervenir rapidement : l'Abeille Flandre à Brest et l'Abeille Languedoc à Cherbourg.

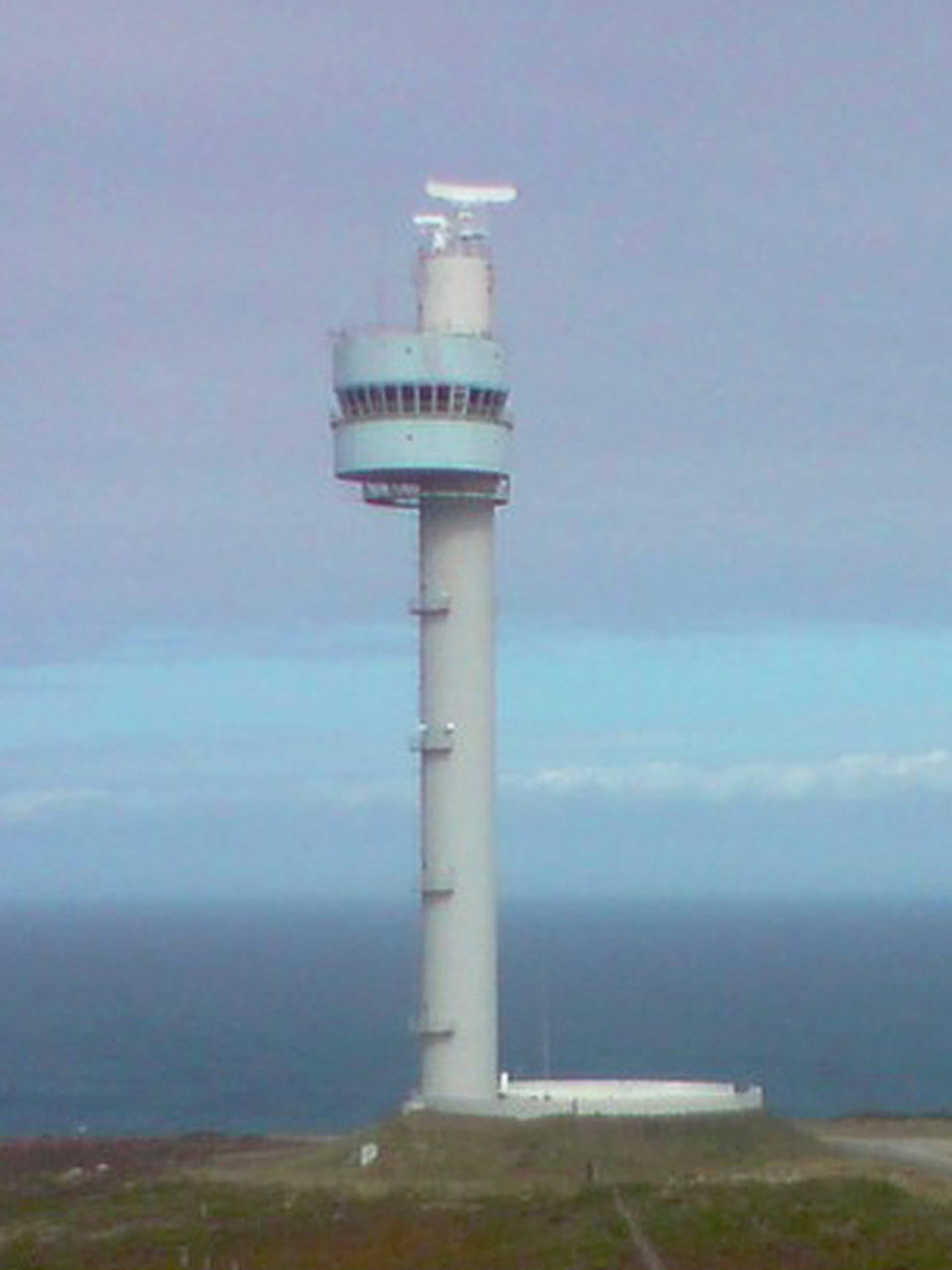
Tour radar du Stiff à Ouessant, inaugurée en 1982, pour la surveillance du trafic maritime en Finistère nord.

Janvier 1979 : création du CEDRE, le centre de documentation de recherche et d'expérimentation sur les pollutions accidentelles des eaux, maillon important de la recherche sur les pollutions marines.
1980 : création du Syndicat mixte de protection et de conservation du littoral Nord-Ouest de la Bretagne, il changera de nom pour Vigipol au début des années 2000.
1982 : création du C.R.O.S.S. Corsen.

### Navires naufragés
- Torrey Canyon
- Olympic Bravery
- Bölhen
- Amoco Cadiz
- Gino
- Tanio